# 古今亭文菊
古今亭 文菊（ここんてい ぶんぎく、1979年2月23日 - ）は、落語協会所属の落語家。東京都世田谷区出身。本名∶宮川 真吾。

## 経歴
2001年3月学習院大学文学部史学科卒業後、翌年11月二代目古今亭圓菊に入門。13番弟子となる。2003年1月前座名「菊六」で楽屋入り。
2006年5月に柳家ろべえ、三遊亭時松、鈴々舎馬ること共に二ツ目昇進。2008年落語一番勝負若手落語家グランプリ優勝。2009年、NHK新人演芸大賞落語部門大賞受賞。2011年、前橋若手落語家選手権優勝。
2012年9月、28人抜きの抜擢で古今亭志ん陽と共に真打に昇進、「文菊」に改名。同年浅草芸能大賞新人賞受賞。
2015年、文化庁芸術祭優秀賞受賞。2020年、令和元年度花形演芸大賞受賞。2021年、令和2年度花形演芸大賞受賞。

## 芸歴
- 2002年11月 - 二代目古今亭圓菊に入門。
- 2003年1月 - 前座となる、前座名｢菊六｣。
- 2006年5月 - 二ツ目昇進。
- 2012年9月 - 真打昇進、「文菊」と改名。

## 演目
- 青菜
- 愛宕山
- 井戸の茶碗
- うどん屋
- 鰻の幇間
- 火焔太鼓
- 笠碁
- 鰍沢
- 片棒
- 稽古屋
- 甲府い
- 子別れ
- 七段目
- 質屋庫
- 死神
- 芝浜
- 心眼
- たがや
- 茶の湯
- 天狗裁き
- 転宅
- 富久
- 抜け雀
- 猫忠
- 猫の災難
- ねずみ
- 寝床
- 百年目
- 干物箱
- 不動坊
- 風呂敷
- 文七元結
- 庖丁
- 水屋の富
- 妾馬
- もう半分
- 百川
- 宿屋の仇討
- 柳田格之進
- 藪入り
- 夢金
- 夢の酒
- 四段目
- 淀五郎
- らくだ

### 廓噺
- 明烏
- 幾代餅
- 居残り佐平次
- お見立て
- お直し
- 錦の袈裟
- 文違い
- 木乃伊取り

### 政談
- 佐々木政談
- 三方一両損
- 鹿政談
- 大工調べ
- 唐茄子屋政談

## 受賞歴
- 2006年∶平成18年度NHK新人演芸大賞本選出場
- 2007年∶平成19年度NHK新人演芸大賞本選出場
- 2008年
  - 平成20年度NHK新人演芸大賞本選出場
  - 落語一番勝負若手落語家グランプリ
- 2009年∶平成21年度NHK新人演芸大賞
- 2012年∶第29回浅草芸能大賞新人賞受賞
- 2015年∶第70回文化庁芸術祭優秀賞
- 2016年3月∶平成27年度国立演芸場「花形演芸大賞」銀賞
- 2020年3月∶令和元年度国立演芸場「花形演芸大賞」大賞
- 2021年3月∶令和2年度国立演芸場「花形演芸大賞」大賞

## 人物
- 落語家に入門する前、劇団NLTに本名で在籍していた時期がある[4]。
- 2003年入門の同期、柳家小八・三遊亭ときん・鈴々舎馬るこ・五代目桂三木助・柳亭こみち・二代目古今亭志ん五・ 古今亭駒治・柳家小平太・柳家勧之助との10人で、「TEN」というユニットを組んでいた[5]。
- 師匠の二代目圓菊は理不尽で、「眉が細くなった、女にモテようと言うのか。」「家が自由が丘？」と支離滅裂な理由で破門だと叱られたが、兄弟子の三代目圓菊（二代目圓菊の子息）が優しくしてくれたので踏みとどまった。
- 十二世市川團十郎は文菊の父親と学生時代の同級生で、文菊一家とは家族ぐるみのつきあいをしていた。文菊が真打昇進の時には、二ツ目昇進時に團十郎が描いた文菊の似顔絵が手ぬぐいに描かれ[6]、真打昇進披露宴の際には、体調不良で出席できなかった（一か月後に死去）師匠の圓菊の代わりに團十郎が文菊に付き添った[7]。
- 十一代目市川海老蔵のブログにも「幼なじみの文菊君」として登場している。[8]
- 2020年4月に第一子となる長男が誕生した。
- 2023年10月7日放送の『おかあさんといっしょ』に一般参加という形で長男とともに出演した。
- 私服がおしゃれ。
- 楽屋に入るとまず手を洗う。
- 前座さんからスタッフにまで頭を下げて挨拶をする。
- まつげが長い。
- よくキャリーバッグで楽屋入りする。

## 出囃子
- 浅妻船（2006年 - 2012年）
- 関三奴（2012年 - ）

## 出演

### TV
- 笑っていいとも！（2013年8月1日）[9]
- 演芸図鑑（NHK総合）
  - 桂文枝の演芸図鑑（2014年7月20日） - 「長短」
  - 林家正蔵の演芸図鑑（2018年1月14日） - 「湯屋番」
  - 桂文珍の演芸図鑑（2019年7月7日） - 「熊の皮」
  - 桂文珍の演芸図鑑（2020年2月17日収録、2020年7月5日放送） - 「あくび指南」
  - 桂文枝の演芸図鑑（2021年4月4日） - 「馬のす」
  - 立川志らくの演芸図鑑（2022年10月9日） - 「つる」
  - 桂文珍の演芸図鑑（2023年8月20日） - 「親子酒」
  - 桂文枝の演芸図鑑（2024年5月19日） - 「紙入れ」

- 経世済民の男 高橋是清 前編 (2015年8月22日、NHK総合）- 幇間 役[10]
- 御法度落語 おなじはなし寄席！(2021年2月6日、BS朝日) - 「まんじゅうこわい」
- カラーで蘇る古今亭志ん生（2023年9月17日、NHKEテレ）- 司会

### ラジオ
- みらいブンカ village『落語家が、何か面白いこと言ってるよ』（2020年2月27日、文化放送）
- 小痴楽の楽屋ぞめき（2024年12月15日、NHK第一）- ゲスト

### 映画
- うさぎ追いし 山極勝三郎物語 (2016年、近藤明男監督、新日本映画社）- 山本順兵衛 役
- 二つ目物語（2022年、林家しん平監督、クロスロード）- 常連和尚 役

### ウェブテレビ
- 第二回ABEMA寄席（2020年5月24日、ABEMA）[11]

### 出版物
- 別冊太陽「十代目 柳家小三治」スペシャル・ロング・インタビュー（2018年9月、平凡社）- インタビュアー
- ユリイカ 2022年1月号「特集 柳家小三治」（2022年1月、青土社）- 寄稿「心を心にする」